# Khasan Isaev
Khasan Isaev, född den 9 november 1952 i Razgrad, Bulgarien, är en bulgarisk brottare som tog OS-guld i lätt flugviktsbrottning i fristilsklassen 1976 i Montréal.